# پیش ویرایش
پیش ویرایش: فرآیندی است که به موجب آن فردی پیش از به کار بردنِ ترجمه ماشینی سندی را آماده می کند. 
هدف اصلیِ  پیش ویرایش: کم کردنِ حجمِ کارِی پس از ویرایش با استفاده از سندِ منبع برای بهبودِ خروجیِ خامِ ترجمه ماشینی است. پیش‌ویرایش همچنین می‌تواند برای طرح های ترجمه انسانی مفید باشد؛ چراکه می‌تواند میزانِ کاربرد حافظه ترجمه را افزایش دهد.
پیش ویرایش، به طور کلی، زمانی ارزشِ پیش ویرایش را داشته که بیش از سه زبان مقصد وجود داشته باشد. در این مورد، پیش ویرایش فرآیند ترجمه ماشینی را با بازبینی (درستی) املاء و دستور زبان و به کار نبردن ساختارِ نحوی مبهم یا پچیده و تأیید هم سازگاری اصطلاحات باید تسهیل کند، هرچند این امر بَسا برای فایل های ای قابل استفاده باشد که درست تبدیل نشده است.  پیش‌ویرایش زبانی مهم‌تر از پیش‌ویرایشِ صفحه آرایی است؛ چراکه اشتباهات می‌تواند بر کیفیت ترجمه ماشینی أثر بگذارد.